# Tannay (Vaud)
Pronunciação
Tannay é uma comuna suíça do Cantão de Vaud pertencente distrito de Nyon.  Faz parte de uma das nove comunas da Terra Santa e como elas encontra-se na Região Lemánica, fazendo assim parte da Suíça romanda.
Um comprido rectângulo, metade ainda é fundamentalmente agrícola enquanto a porção junto ao Lago Lemano é a parte mais construída pois aí passa a chamada estrada do lago ou seja a única estrada que ligava Genebra a Lausana antes da construção da auto-estrada A1.
Tannay tem no seu território um belo castelo do século XVII, o Castelo de Tannay 